# 173 Ino
Ino (asteroide 173) é um asteroide da cintura principal com um diâmetro de 154,1 quilómetros, a 2,17044543 UA. Possui uma excentricidade de 0,20834644 e um período orbital de 1 658,13 dias (4,54 anos).
Ino tem uma velocidade orbital média de 17,98812484 km/s e uma inclinação de 14,20765613º.
Este asteroide foi descoberto em 1 de Agosto de 1877 por Alphonse Borrelly.
Este asteroide recebeu este nome em homenagem à personagem Ino, da mitologia grega.